# Stazione di Aurisina
Stazione di Aurisina vasútállomás Olaszországban, Aurisina településen.

## Vasútvonalak
Az állomást az alábbi vasútvonalak érintik:
- Trieste Centrale–Villa Opicina-vasútvonal

## Kapcsolódó állomások
A vasútállomáshoz az alábbi állomások vannak a legközelebb:
- Stazione di Bivio d’Aurisina
- Stazione di Prosecco